# شاه‌مرغ کاچ
شاه‌مرغ کاچ (نام علمی: Tyrannus couchii) نام یک گونه از سرده شاه‌مرغ است.